# Mineri Gomez
Mineri Kurotori Gomez (ur. 14 kwietnia 2001) – guamska pływaczka, olimpijka z Tokio.

## Przebieg kariery
W 2017 uczestniczyła w mistrzostwach świata, startując w konkurencjach 100 m st. dowolnym i 100 m st. motylkowym. Uzyskała w nich wyniki odpowiednio 1:05,09 oraz 1:17,47 – dały one jej odpowiednio 71. i 46. pozycję w klasyfikacji końcowej. Rok później była uczestniczką mistrzostw Oceanii i mistrzostw Pacyfiku, a także mistrzostw świata na krótkim basenie – w żadnej z tych imprez sportowych nie zdobyła medalu. W 2019 roku zaś w ramach mistrzostw świata brała udział w konkurencjach pływackim st. dowolnym na dystansie 100 i 200 metrów. Zajęła w nich odpowiednio 79. i 58. pozycję w klasyfikacji końcowej, uzyskując rezultaty odpowiednio 1:05,11 oraz 2:23,73.
W 2021 wystartowała w letnich igrzyskach olimpijskich. Jako reprezentantka Guamu wzięła udział w konkurencji 100 m st. dowolnym, wynikiem 1:04,00 osiągnęła nowy rekord życiowy, jednak w eliminacjach zajęła 4. pozycję z tym samym rezultatem czasowym i nie awansowała do dalszego etapu. W końcowej klasyfikacji tej konkurencji pływaczka uplasowała się na 51. pozycji.

## Rekordy życiowe
| Konkurencja             | Data             | Miejsce      | Rezultat   |
| Basen 50 m              | Basen 50 m       | Basen 50 m   | Basen 50 m |
| ----------------------- | ---------------- | ------------ | ---------- |
| 50 m stylem dowolnym    | 12 sierpnia 2018 | Tokio        | 0:29,55    |
| 100 m stylem dowolnym   | 28 lipca 2021    | Tokio        | 1:04,00    |
| 200 m stylem dowolnym   | 23 lipca 2019    | Gwangju      | 2:23,73    |
| 400 m stylem dowolnym   | 11 sierpnia 2018 | Tokio        | 5:14,32    |
| 800 m stylem dowolnym   | 9 sierpnia 2018  | Tokio        | 10:58,33   |
| 1500 m stylem dowolnym  | 12 sierpnia 2018 | Tokio        | 20:54,89   |
| 50 m stylem motylkowym  | 26 czerwca 2018  | Port Moresby | 0:31,54    |
| 100 m stylem motylkowym | 28 czerwca 2018  | Port Moresby | 1:14,63    |
| Basen 25 m              |                  |              |            |
| 50 m stylem dowolnym    | 12 grudnia 2018  | Hangzhou     | 0:31,09    |
| 100 m stylem dowolnym   | 12 grudnia 2018  | Hangzhou     | 1:04,06    |
| 50 m stylem motylkowym  | 15 grudnia 2018  | Hangzhou     | 0:33,29    |
| 100 m stylem motylkowym | 15 grudnia 2018  | Hangzhou     | 1:15,52    |

Źródło: 